# Gish-Galopp
Im Gish-Galopp (englisch Gish gallop) zu reiten ist die Bezeichnung für eine Methode des Debattierens, in welcher der Gegner in einer Flut aus Halbwahrheiten und ihm unterstellten falschen oder lächerlichen Annahmen ertränkt werden soll, so dass es ihm unmöglich wird, alle diese Postulate zu widerlegen. Der Begriff wurde von Eugenie C. Scott geprägt und nach dem Kreationisten Duane T. Gish benannt.

## Methode
Beim Gish-Galopp wird versucht, das Gegenüber mit einer Flut von Fragen, Halbwahrheiten und Falschaussagen einzudecken und oft von einem Punkt zum nächsten zu springen. Der „Galoppierende“ erscheint dabei als allwissend, während der Diskussionsgegner als unfähig und ständig einen Schritt hinterher erscheint. Durch die Vielzahl an vorgebrachten Argumenten steht der Gegner ständig unter Erklärungszwang und kann unmöglich alle vorgebrachten Punkte auf der Stelle entkräften. Selbst wenn es gelingt, ein Argument zu entkräften, folgt sofort der Wechsel auf eine andere Diskussionsebene oder die Erklärung wird schlicht verneint. Die dann nötige Erläuterung kostet den Gegner viel Diskussionszeit. Im Publikum soll so Zweifel an der Fähigkeit des Gegners erzeugt werden.
Die Technik funktioniert besonders live vor ungeschultem Publikum, während bei aufgezeichneten Debatten die fraglichen Punkte im Nachhinein überprüft werden können.

## Gegenmaßnahmen
- Bei einem bereits bekannten Diskutanten dessen Argumente vorwegnehmen und einzeln widerlegen.[1]
- In einer strukturierten Debatte ist es schwerer, den Gish-Galopp einzusetzen, als in einer Freiform-Debatte.[5]